# Bombalai
Bombalai je dlouhodobě nečinná sopka v Malajsii, nacházející se na severovýchodě ostrova Borneo. Menší sypaný kužel je součástí čedičo-dacitového vulkanického pole na poloostrově Semporna. Oblast je jediným místem na ostrově, kde se v pozdních čtvrtohorách projevila sopečná činnost. Vrchol Bombalai je ukončený 300 m širokým kráterem. V okolí sopky se rozkládají lávové proudy, z nichž některé jsou z období holocénu.